# Isidore Mankofsky
Isidore Mankofsky est un directeur de la photographie américain né à New York le 22 septembre 1931 et mort le 11 mars 2021.

## Filmographie partielle
- 1973 : Scream Blacula Scream
- 1974 : La Tour des monstres (Homebodies)
- 1974 : Haute Tension (The Ultimate Thrill')
- 1979 : Les Muppets, le film
- 1980 : Quelque part dans le temps
- 1985 : La Bataille d'Endor
- 1986 : Les Reines de la nuit (Beverly Hills Madam), d'Harvey Hart (téléfilm)
- 1987 : Escroquerie à la mort (Deep Dark Secrets) de Robert Michael Lewis (téléfilm)
- 1989: L'amour est une grande aventure (Skin Deep)
- 1992 : Le Lit des mensonges (Bed of Lies)
- 1993: Manipulation meurtrière
- 1993 : Ouragan sur Miami (Triumph Over Disaster: The Hurricane Andrew Story)
- 1994 : Tel père, tel scout (Father and Scout)
- 1995 : Dix ans d'absence
- 1995 : Heidi, jour après jour